# برشاوشان فورموزي
برشاوشان فورموزي (الاسم العلمي:Adiantum formosanum) هو نوع من النباتات يتبع جنس البرشاوشان من الفصيلة الديشارية.